# Heterophleps confusidor
Heterophleps confusidor är en fjärilsart som beskrevs av Felix Bryk 1948. Heterophleps confusidor ingår i släktet Heterophleps och familjen mätare. Inga underarter finns listade i Catalogue of Life.